# ژاک بکر
ژاک بکر (فرانسوی: Jacques Becker‎؛ تلفظ فرانسوی: bɛkɛʁ) فیلم‌نامه‌نویس و کارگردان فرانسوی بود.

## زندگی
بکر در ۱۵ سپتامبر ۱۹۰۶، در شهر پاریس فرانسه متولد شد. او در طول عمر خود، بین سالهای ۱۹۳۵ تا ۱۹۶۰ فیلمهای زیادی ساخت. معروف‌ترین فیلم بکر، آنتونی و آنتوانت در سال ۱۹۴۷ بود؛ ولی حفره آخرین فیلم بکر بهترین و کاملترین فیلم او نیز محسوب می‌شود. فیلم حفره به شدت در نزد منتقدان موفق بود به طوری که آن را یکی از بهترین فیلم‌های دربارهٔ فرار از زندان نامیدند.

## مرگ
بکر در ۲۱ فوریه ۱۹۶۰ در پنجاه و سه سالگی در پاریس، و قبل از اکران فیلم حفره درگذشت. مقبره وی در گورستان مونپارناس است.

## فیلم‌شناسی
- Tête de turc (۱۹۳۵)
- زندگی از آن ماست (۱۹۳۶)
- Le Commissaire est bon enfant, le gendarme est sans pitié (۱۹۳۵ فیلم کوتاه) (یکی از کارگردانان)
- Cristobal's Gold (۱۹۴۰) (برخی صحنه‌ها)
- Dernier atout (۱۹۴۲)
- در مسافرخانه اتفاق افتاد (۱۹۴۳)
- Paris Frills (۱۹۴۵)
- آنتونی و آنتوانت (۱۹۴۷)
- Rendez-vous in July (۱۹۴۹)
- Édouard et Caroline (۱۹۵۱)
- کلاه‌طلایی (۱۹۵۲)
- Rue de l'Estrapade (۱۹۵۳)
- Touchez pas au Grisbi (۱۹۵۴)
- Ali Baba and the Forty Thieves (۱۹۵۴)
- ماجراهای آرسن لوپن (۱۹۵۷)
- عاشقان مون‌پارناس (۱۹۵۸)
- حفره (۱۹۶۰)